# 焦红
焦红（1963年9月—），女，山东烟台人，中华人民共和国政治人物，现任中国农工民主党中央委员会副主席，国家药品监督管理局局长（副部长级）。